# Política de Baja California
El estado de Baja California es parte integrante e inseparable de la federación constituida por los Estados Unidos Mexicanos. La porción de territorio nacional que corresponde al Estado, es la que le ha sido reconocida en la Constitución Política de los Estados Unidos Mexicanos. La base de la división territorial y de la organización política y administrativa del Estado, es el municipio Libre.
La forma de gobierno es republicana, representativa y popular. El Gobierno del Estado se divide, para su ejercicio, en tres poderes: el Legislativo, el Ejecutivo y el Judicial, los cuales actúan separada y libremente, pero cooperando en forma armónica a la realización de los fines del Estado.
Corresponde al Gobierno del Estado la rectoría del desarrollo estatal, garantizando que este sea integral y sustentable, asegurando de manera simultánea, el crecimiento económico, la equidad y la sustentabilidad ambiental.
El Municipio es el orden de gobierno representativo de la voluntad de los ciudadanos. Las relaciones entre el Municipio y el Gobierno del Estado, se conducirán por los principios de subsidiariedad y equidad, en los términos de esta Constitución, con el propósito de lograr el desarrollo social y humano tendientes a mejorar la calidad de vida de los habitantes del Estado.

## Poder Ejecutivo
El ejercicio del Poder Ejecutivo corresponde al gobernador del estado, quien tendrá las atribuciones, funciones y obligaciones que le señalan la Constitución Política de los Estados Unidos Mexicanos, la Constitución Política del Estado de Baja California y demás disposiciones legales aplicables.
El gobernador del Estado está facultado para resolver las dudas que surjan sobre la interpretación y aplicación de esta Ley, dictar los reglamentos y acuerdos necesarios y, en general, proveer en la esfera administrativa todo lo que estime conveniente para el más exacto y eficaz cumplimiento de sus atribuciones.
Para el despacho de los asuntos que competen al gobernador del estado, este funcionario se auxiliará de las dependencias y organismos que señala la Constitución Política del Estado, la presente ley, el presupuesto de egreso y demás disposiciones Legales aplicables.
Para el trámite de los asuntos que merezcan la atención directa del gobernador del estado, contará con la Secretaría Particular y las unidades de asesoría, de apoyo técnico y de coordinación que él mismo determine, de conformidad con el presupuesto de egreso que se le asigne.

### Gabinete
- Secretaría General de Gobierno
- Oficialía Mayor de Gobierno Federal
- Secretaría de Honestidad y Función Pública
- Secretario de Hacienda
- Secretaría de Infraestructura de Desarrollo Urbano y Reordenación Territorial.
- Secretaría de Economía Sustentable y Turismo
- Secretaría del Trabajo y Previsión Social
- Secretaría del Campo y Seguridad Alimentaria
- Secretaría de Educación
- Secretaría de Salud
- Secretaría de Inclusión Social e Igualdad de Género
- Secretaría de Cultura
- Secretaría de Seguridad Pública
- Secretaría del Bienestar

### Oficina del Gobernador del Estado
- Secretaria Particular
- Coordinación General de Gabinete
- Coordinación General de Relaciones Públicas
- Coordinación General de Comunicación Social
- Representación del Gobierno en la CDMX

- Dirección de Control y Evaluación Gubernamental

### Dependencias del Sector Central
- Secretaría General de Gobierno
- Director Estatal de Protección Civil
- Director de Administración
  - Subsecretaría de Gobierno
    - Dirección de Gobierno

  - Subsecretaría Jurídica
  - Subsecretaría de Gobierno para Asuntos Legislativos
  - Subsecretaría de Gobierno para Asuntos de Justicia
- Oficialía Mayor de Gobierno
- Fiscalía General del Estado
  - Subprocuraduría General de Justicia;
    - Comandancia Auxiliar de la Policía Ministerial.
    - Dirección de Servicios Periciales.
    - Dirección de Coordinación y Supervisión.
    - Dirección de Normatividad.
    - Dirección de Orienordinación Gubernamental.

  - Subprocuraduría Jurídica;
  - Dirección General de Asuntos Internos y Contraloría;
    - Subdirector del Área de Responsabilidades;
    - Subdirector del Área de Contraloría Administrativa;
    - Direcciones de Asuntos Internos y Contraloría adscritas a cada Subprocuraduría de Zona

  - Dirección General Administrativa;
    - Dirección de Informática.
    - Dirección de Recursos Humanos.
    - Dirección de Recursos Financieros y Materiales.
    - Instituto de Capacitación y Formación Profesional.

  - Dirección de análisis y Diseño de Estrategias;
  - Dirección de Comunicación y Promoción Social;
  - Subprocuradurías de Zona(Mexicali, Tijuana, Ensenada);
- Secretaría de Planeación y Finanzas
  - Subsecretaría Planeación y Presupuesto;
  - Subsecretaría de Finanzas;
  - Subsecretaría de Estrategias y Políticas Sectoriales;
  - Procuraduría Fiscal.
- Secretaría de Infraestructura de Desarrollo Urbano y Reordenación Territorial.
  -     - Administración

  - Subsecretaría
    - Ordenamiento Territorial
    - Vivienda y Reservas Territoriales
    - Contratación y Costos
    - Inversión Sectorial
    - Obras de Infraestructura
    - Estudios y Proyectos
    - Obras de Edificación
- Secretaría de Protección al Ambiente
  - Subsecretaría de Protección al Ambiente
    - Gestión Ambiental
    - Auditoría Ambiental
    - Difusión y Cultura Ambiental
    - Impacto Ambiental
    - Recursos Naturales
    - Planeación y Política Ambiental
- Secretaría de Trabajo y Previsión Social
  -     - Administración

  - Procuraduria Estatal de la Defensa del Trabajo
  - Inspección del Trabajo
  - Previsión Social
  - Servicio Nacional de Empleo Baja California
- Secretaría de Desarrollo Económico
  - Subsecretaría para la Atención a la Micro, Pequeña y Mediana Empresa
    - Eficiencia Empresarial
    - Fondos
      - Estadística y Estudios Económicos

  - Subsecretaría de Promoción Económica Zona Costa
  - Consejo Estatal de Ciencia y Tecnología
  - Subsecretario de Desarrollo Económico
    - Promotor de Minería
    - Promotor de Inversión

  - Centro de Atención Empresarial
- Secretaría de Fomento Agropecuario
  -     - Dirección de Administración

  - SubsecretarÎa de Desarrollo Agropecuario
    - Dirección de Desarrollo Empresarial del Campo
    - Dirección de Planeación Sectorial y Seguimiento a la Inversión Pública
    - Dirección de Asesoría y Acompañamiento Técnico
    - Dirección de Ganadería
    - Dirección de Agricultura
    - Dirección de Inspección, Sanidad e Inocuidad
    - Dirección de Infraestructura Hidroagrícola
    - Delegación Tijuana
    - Subdelegación Tecate
    - Delegación Ensenada
    - Subdelegación San Quintín
    - Representación Valle de la Trinidad
- Secretaría de Turismo
  - Subsecretaría
    - Planeación y Fomento a la Inversión
    - Mercadotecnia
    - Administrativo
      - Facilitación y Asistencia al Visitante
- Secretaría de Educación y Bienestar Social
  - Educación Básica
  - Educación Media Superior, Superior y Formación Docente
  - Planeación y Administración
- Secretaría de Salud
- Secretaría de Seguridad Pública
  - Subsecretaría del Sistema Estatal de Seguridad Pública
  - Subsecretaría del Sistema Estatal Penitenciario
  - Centro de Evaluación y Control de Confianza
  - Centro de Prevención Social de la Violencia y la Delincuencia con Participación Ciudadana
  - Guardia Estatal de Seguridad e Investigación
  - Academia de Seguridad Pública del Estado de Baja California
- Secretaría de Desarrollo Social
  - Desarrollo Humano
    - Asistencia Social
    - Sociedad Solidaria
    - Promoción Social
    - Economía Social

  - Planeación e Infraestructura Social
    - Inversión y Seguimiento
    - Planeación y Evaluación
- Secretaría de Pesca y Acuacultura
  - Director de Pesca
  - Director de Acuacultura
  - Director de Administración
  - Unidad de Regulación
  - Coordinador de Vinculación del Sector Pesquero
  - Unidad de Comunicación
  - Unidad de Planeación

- Dirección del Registro Público de la Propiedad y de Comercio
  - Subdirección
  - Coordinacción Jurídica Estatal
  - Administrador Estatal
  - Coordinacción de Informática

### Organismos Descentralizados y Entidades Paraestatales
Secretaría de Desarrollo Económico
- Fideicomiso Empresarial del Estado de Baja California
- Fondos BC

Secretaría de Desarrollo Social
- Instituto de la Mujer para el Estado de Baja California
- Sistema para el Desarrollo Integral de la Familia - DIF

Secretaría de Educación y Bienestar Social
- Colegio de Bachicheres de Baja California
- Colegio de Estudios Científicos y Tecnológicos
- Colegio Nacional de Educación Profesional Técnica
- Fideicomiso Fondo Mixto Conacyt-BC
- Fideicomiso PEC
- FOAPES
- Fideicomiso PRONABES BC
- Fideicomiso para el Programa Especial de Financiamiento a la Vivienda del Magisterio
- Instituto de la Infraestructura Física Educativa
- Instituto de Cultura de Baja California
- Instituto del Deporte y Cultura Física
- Instituto de Servicios Educativos y Pedagógicos
- Instituto de Crédito y Apoyos Educativos de B.C.
- Universidad Tecnológica de Tijuana
- Universidad Autónoma de Baja California
- Universidad Politécnica de Baja California

Secretaría de Fomento Agropecuario
- Fideicomiso Fondo de Fomento Agropecuario
- Fideicomiso Fondo de Garantías Complementario y Créditos Puente

Secretaría de Inflaestructura y Desarrollo Urbano
- Administradura de la Vía Corta Tijuana-Tecate - ADMICARGA
- Comisión Estatal de Agua - CEA
- Comisión Estatal de Energía de Baja California
- Comisión Estatal de Servicios Públicos de Ensenada
- Comisión Estatal de Servicios Públicos de Mexicali
- Comisión Estatal de Servicios Públicos de Tecate
- Comisión Estatal de Servicios Públicos de Tijuana
- Fideicomiso Corredor Tijuana-Rosarito 2000 - FICOTIRO
- FIARUM
- Fideicomiso de Resarvas Territoriales de El Monumento
- Instituto para el Desarrollo Inmobiliario y de la Vivienda - INDIVI
- Junta de Urbanización del Estado de B.C.

Secretaría de Planeación y Finanzas
- Comité de Planeación para el Desarrollo del Estado
- FIDEICOMISO 2146 "Fondo Metropolitano de la Ciudad de Tijuana"
- FIDEICOMISO 2166 de la "Zona Metropolitana de Mexicali"

Secretaría de Salud
- Comisión de Arbitraje Médico del Estado de Baja California
- ISSSTECALI
- ISESALUD
- Instituto de Psiquiatría de Baja California
- Régimen Estatal de Protección Social en Salud
- Unidad de Especialidades Médicas

Secretaría de Seguridad Pública
- Fideicomiso Fondo de Seguridad Pública
- Patronatos para Liberados

Secretaría de Turismo
- Fideicomisos Públicos para la Promoción Turística
- Servicios Aeroportuarios de San Felipe

Secretaría General de Gobierno
- FONDEM

## Poder Judicial
Corresponde a los Tribunales de Justicia del Fuero Común del Estado de Baja California, dentro de los términos que establece la Constitución General de la República y la Constitución Política del Estado, la facultad de aplicar las leyes en los asuntos civiles, penales, familiares y de justicia para adolescentes, que sean de su conocimiento, así como los casos en que las demás leyes les concedan jurisdicción.

### Órganos Jurisdiccionales
Son órganos jurisdiccionales del Poder Judicial:
- El Tribunal Superior de Justicia, actuando en Pleno o en Salas;
- Los Juzgados de Primera Instancia en Materia Civil;
- Los Juzgados de Primera Instancia en Materia Familiar;
- Los Juzgados de Primera Instancia del Ramo Penal; y
- Tribunal de Justicia Electoral, actuando en Pleno o en Salas.

### Órganos Auxiliares de la Administración de Justicia
Son auxiliares de la administración de Jus ticia:
- La Dirección de Prevención y Readaptación Social del Gobierno del Estado.
- Las Oficialías del Registro Civil.
- Los peritos médicos legistas.
- Los intérpretes oficiales y demás peritos en los ramos que se les encomienden.
- Los síndicos e interventores de concursos y quiebras.
- Los albaceas e interventores de sucesiones, los tutores, curadores y notarios, en las funciones que les encomienda el Código de Procedimientos Civiles.
- Los depositarios e interventores.

### El Consejo de la Judicatura del Estado
La Administración, Vigilancia, Disciplina y Carrera Judicial del
Poder Judicial del Estado, estará a cargo del Consejo de la Judicatura de la Entidad, en los
términos que establece la Constitución Política del Estado y esta ley.
El Consejo de la Judicatura del Estado velará, en todo momento, por la autonomía
de los órganos del Poder Judicial del Estado y por la independencia e imparcialidad de los
miembros de este último.
El Consejo de la Judicatura del Estado, se integrará por siete Consejeros, en los términos del artículo 65 de la Constitución Política del Estado y funcionará en Pleno o a través de Comisiones, además contará con un Secretario General.

#### Órganos Auxiliares del Consejo de la Judicatura
Para su adecuado funcionamiento, el Consejo de la Judicatura del Estado contará cuando menos con las siguientes Unidades Administrativas: del Instituto de la Judicatura, del Archivo Judicial y de Notarios, del Boletín Judicial, Contraloría, Oficialía de Partes, y el Centro Estatal de Justicia Alternativa.
- El Instituto de la Judicatura;
- El Archivo Judicial;
- El "Boletín Judicial";
- Las Visitas de Inspección y Evaluación;
- La Contraloría del Poder Judicial; y
- Carrera Judicial en la Administración de Justicia.

### El Tribunal de Justicia Electoral
El Tribunal de Justicia Electoral, máxima autoridad jurisdiccional electoral estatal, y
órgano especializado del Poder Judicial del Estado, garantizará el cumplimiento del
principio de legalidad de los actos y resoluciones electorales, en los términos señalados por
la Constitución Política del Estado y las Leyes de los chachitos

### Auxiliares de la Administración de Justicia
- El Servicio Médico Forense;
- Los Síndicos de Concurso;
- Los Interventores de Concurso;
- Los albaceas, tutores y curadores;
- Los Notarios; y
- Los Peritos.

### Escalafo Judicial
La Carrera Judicial está integrada por las siguientes categorías:
- Magistrado.
- Juez.
- Secretario General de Acuerdos del Tribunal Superior de Justicia.
- Secretario Auxiliar del Tribunal Superior de Justicia.
- Secretario de Estudio y Cuenta adscrito a cada Magistrado que integre Sala.
- Secretario de Acuerdos.
- Actuario del Poder Judicial del Estado.

## Poder Legislativo
El ejercicio del Poder Legislativo se deposita en una asamblea de representantes del pueblo, que se denomina Congreso del Estado.
El Congreso del Estado estará integrado por Diputados que se elegirán cada tres años; electos mediante sufragio universal, libre, secreto, directo, personal e intransferible; dieciséis serán electos en forma directa mediante el principio de mayoría relativa, uno por cada Distrito Electoral en que se divida el territorio del Estado, y en su caso, hasta nueve Diputados electos por el principio de representación proporcional en una circunscripción estatal. Por cada Diputado Propietario se elegirá un Suplente.

### Congreso del Estado de Baja California
El Congreso del Estado tiene su residencia oficial, en el edificio del Poder Legislativo con sede en la ciudad capital del Estado; podrá habilitar otro lugar como residencia oficial, mediante acuerdo aprobado por mayoría calificada.
Para el cumplimiento de sus facultades y ejercicio de sus funciones, el Congreso del Estado integra su estructura con órganos de Dirección, de Trabajo, Técnicos y Administrativos.
El Congreso del Estado se organiza y funciona con los siguientes órganos de Dirección y de Trabajo:
- La Mesa Directiva del Congreso del Estado o de la Comisión Permanente;
- Las Comisiones;

Son órganos de Apoyo Parlamentario y Administrativo, las áreas profesionales del Congreso del Estado a las que les corresponden tareas de apoyo a los Órganos de Gobierno; así como a los Órganos de Trabajo, para el cumplimiento de sus atribuciones constitucionales y legales, siendo estos:
Órganos de Apoyo Parlamentario:
- La Secretaría de Servicios Parlamentarios;
- La Dirección General de Asuntos Jurídicos;
- La Biblioteca del Congreso;
- El Instituto de Estudios Legislativos; y
- El Instituto de Opinión Ciudadana, Estudios Económicos y Sociales.

Órganos de Apoyo Administrativo:
- La Secretaría de Servicios Administrativos;
- La Contraloría Interna;
- La Dirección de Programación y Gasto Interno; y
- La Dirección de Comunicación Social.

#### Composición de la Cámara de Diputados
XXII Legislatura (2021-2024)
| Diputado                                 |                                   | Diputado |
| ---------------------------------------- | --------------------------------- | -------- |
| Manuel Guerrero Luna                     | Araceli Geraldo Núñez [R]         |          |
| Víctor Hugo Navarro Gutiérrez [R]        | María del Socorro Adame Muñoz     |          |
| Alejandra María Ang Hernández            | Claudia Josefina Agatón Muñiz [R] |          |
| Liliana Michel Sánchez Allende           | Dunnia Montserrat Murillo López   |          |
| Juan Manuel Molina García [R]            | María Monserrat Rodríguez Lorenzo |          |
| César Adrián González García             | Miguel Peña Chávez                |          |
| Julio César Vázquez Castillo [R]         | Rosa Margarita García Zamarripa   |          |
| Sergio Moctezuma Martínez López          | Amintha Briceño Cinco             |          |
| Marco Antonio Salinas Blásquez           | Santa Alejandrina Corral Quintero |          |
| Julia Andrea González Quiroz [R]         | Juan Diego Echevarria Ibarra      |          |
| Evelyn Sánchez Sánchez                   | Roman Cota Muñoz                  |          |
| Ramón Vázquez Valadez [R]                | Daylin García Ruvalcaba           |          |
| Gloria Arcelia Miramontes Plantillas [R] |                                   |          |

### Órgano de Fiscalización Superior del Estado
El Órgano de Fiscalización Superior del Estado, es el órgano del Congreso del Estado con autonomía técnica y de gestión en el ejercicio de sus atribuciones para decidir sobre su organización interna, recursos, funcionamiento y resoluciones. Contará con las atribuciones y obligaciones que establecen la Constitución Local y la Ley de la materia.

## Dependencias Federales en el Estado
La mayoría de las dependencias están ubicadas en "Palacio Federal" en Centro Cívico de la capital del Estado, Mexicali, aun lado del Palacio Municipal. Otras áreas y dependencias disponen de su propio edificio o su sede se encuentra en Tijuana. Las dependencias ubicadas en el estado son las siguientes:
Secretaría de Gobernación:
- Instituto Nacional de Migración:
  - Delegación Tijuana
    - Garita El Chaparral
    - CBX
    - Aeropuerto Tijuana
    - Garita de Otay

  - Delegación Mexicali
    - Garita Centro
    - Garita Nuevo Mexicali
    - Aeropuerto Mexicali
    - Los Algodones
    - San Felipe
    - Aeropuerto San Felipe

Secretaría de Relaciones Exteriores:
- Delegación Mexicali
  - Oficina de Enlace Mexicali
  - Oficina de Enlace San Luis R.C., Son.
- Delegación Tijuana
  - Oficina de Enlace Rosarito
  - Oficina de Enlace Ensenada

Secretaría de Seguridad y Protección Ciudadana
- Guardia Nacional:
  - Coordinación Estatal Baja California (Tijuana)
  - Estación Mexicali
  - Subestación San Felipe
  - Estación Tijuana
  - Subestación Tecate
  - Estación Ensenada
  - Estación San Quintín
  - Estación Aeropuerto Tijuana
  - Estación Aeropuerto Mexicali
  - Unidad de Investigación (Tijuana)

Secretaría de Comunicaciones y Transportes:
- Centros SCT Baja California (Mexicali):
  - Centro SCT Tijuana
  - Centro SCT Ensenada
  - Comandancia Aeropuerto Mexicali
  - Comandancia Aeropuerto Tijuana
  - Comandancia Aeropuerto San Felipe
  - Comandancia Aeropuerto Isla de Cedros
- Caminos y Puntes Federales:
  - Delegación Regional I - Noroeste(Tijuana)
- Correos de México - Administraciones Postales de Baja California
  - Centros de Operación y Reparto

Secretaría de Hacienda y Crédito Público:
- Servicio de Administración Tributaria:
  - Oficina Central Mexicali
  - Oficina Gpe. Victoria
  - Oficina Cd. Morelos
  - Oficina San Felipe
  - Oficina Central Tijuana
  - Oficina Mariano Matamoros
  - Oficina Central Ensenada
  - Oficina San Quintín
  - Oficina Central Tecate
  - Oficina Central Rosarito
- Aduana de México:
  - Aduana Marítima de Ensenada
    - Sección Aduanera Isla de Cedros
    - Sección Aduanera BAM No.3 El Ciprés

  - Aduana de Tijuana
    - Sección Aeropuerto de Tijuana
    - Garita Tijuana I Centro
    - Garita Tijuana II Otay

  - Aduana de Tecate
  - Aduana de Mexicali
    - Sección Aduanera Aeropuerto de Mexicali
    - Sección Aduanera del Aeropuerto de San Felipe
    - Sección Aduanera Marítima de San Felipe
    - Garita Mexicali I Centro
    - Garita Mexicali II Nuevo Mexicali
    - Garita Mexicali III Los Algodones

Secretaría de Educación Pública:
- Delegación Federal de la SEP Baja California (Mexicali)
- Compañía Operadora del Centro Cultural y Turístico de Tijuana, S.A. de C. V.
- Instituto Tecnológico de Mexicali
- Instituto Tecnológico de Tijuana
- Instituto Tecnológico de Ensenada

Secretaría de la Defensa Nacional:
- Comandancia de la II Región Militar (Cuartel General-Mexicali)
  - Comandancia de la 2/a Zona Militar (Cuartel General-Tijuana)
  - Guarnición Militar de Tecate
  - Guarnición Militar de San Felipe
  - Guarnición Militar de El Ciprés
  - Basé Aérea Militar No. 12 Tijuana
  - Basé Aérea Militar No. 3 El Ciprés

Secretaría de Marina:
- Segunda Región Naval Pacífico Norte (RN-2) Ensenada
  - Sector Naval Puerto Cortés
  - Sector Naval San Felipe
  - Apostadero Naval de Isla Cedros
  - Apostadero Naval de Isla Guadalupe

Secretaría de Economía:
- Delegación Federal en Baja California (Mexicali)
- Subdelegación Federal en Baja California (Tijuana)

SADER:
- Delegación Federal en Baja California (Mexicali)
- Distrito de Desarrollo Rural Ensenada
- Distrito de Desarrollo Rural Río Colorado

SEMARNAT:
- Delegación Federal en Baja California (Mexicali)
- ECC Tijuana
- ECC Playas de Rosarito
- ECC Ensenada

Secretaría del Trabajo y Previsión Social:
- Delegado Federal del Trabajo de Baja California (Mexicali)
- Oficina Federal del Trabajo en Ensenada
- Oficina Federal del Trabajo en Tijuana

Secretaría de Bienestar:
- Delegación Mexicali
- Delegación Tijuana

## Partidos Políticos
Los partidos políticos son entidades de interés público. La Ley determinará las formas específicas de su intervención en el proceso electoral. Los Partidos Políticos Nacionales tendrán derecho a participar en las elecciones estatales y municipales en los términos que establezca la Ley.
Los partidos políticos tienen como fin promover la participación del pueblo en la vida democrática, contribuir a la integración de la representación estatal y como organizaciones de ciudadanos, hacer posible el acceso de estos al ejercicio del poder público, de acuerdo con los programas, principios e ideas que postulan y mediante el sufragio universal, libre, secreto, directo, personal e intransferible. Solo los ciudadanos podrán afiliarse libre e individualmente a los partidos políticos.
La organización de las elecciones estatales y municipales es una función pública que se realiza a través de un organismo público autónomo e independiente denominado Instituto Estatal Electoral, dotado de personalidad jurídica y patrimonio propio, a cuya integración concurren los ciudadanos y los partidos políticos, según lo disponga la Ley. En el ejercicio de esta función pública, serán principios rectores la certeza, legalidad, independencia, imparcialidad y objetividad.
El Instituto Estatal Electoral de Baja California, IEEBC, es un organismo autónomo, esencial para la vida democrática en el Estado, reconocido por su credibilidad en la administración y organización electoral, con la infraestructura física y tecnológica de vanguardia, que logra sus propósitos por el profesionalismo de su personal y el apego a sus principios normativos, agrupará para su desempeño, en forma integral y directa, además de las que determine la Ley, las actividades relativas a la capacitación y educación cívica, geografía electoral, derechos y prerrogativas de los partidos políticos, al padrón electoral y Listas Nominales de Electores, impresión de materiales electorales, preparación de la Jornada Electoral, cómputos, otorgamiento de constancias de mayoría,y asignaciones por el principio de representación proporcional. Así como lo relativo a la regulación de la observación electoral y de las encuestas o sondeos de opinión con fines electorales. Asimismo, tendrá a su cargo en los términos que señale esta Constitución y la Ley, la realización de los procesos de Plebiscito, y Referéndum.

### Representantes acreditados de los partidos políticos
| Partido Político | Partido Político                               | Representante                     |
| ---------------- | ---------------------------------------------- | --------------------------------- |
|                  | Partido Acción Nacional                        | Juan Carlos Talamantes Valenzuela |
|                  | Partido Revolucionario Institucional           | Jorge Eduardo Amador Alarcón      |
|                  | Partido de la Revolución Democrática           | Huicochea Ovelis Irving Emmanuel  |
|                  | Partido del Trabajo                            | María Elena Camacho Soberanes     |
|                  | Partido Verde Ecologista de México             | José Obed Silva Sánchez           |
|                  | Movimiento Ciudadano                           | Salvador Miguel de Loera Guardado |
|                  | Movimiento de Regeneración Nacional            | Juan Manuel Molina García         |
|                  | Partido Encuentro Solidario de Baja California | Alejandro Jaen Beltrán Gómez      |
|                  | Fuerza x Mexico                                | Diego Arregui                     |